# Leonid Pasečnik
Leonid Ivanovič Pasečnik (rusky Леони́д Ива́нович Па́сечник, ukrajinsky Леонід Іванович Пасічник; 15. března 1970, Luhansk) je od září 2022 gubernátor Ruskem anektované Luhanské oblasti. V letech 2018 až 2022 byl až do jejího formálního zániku vůdcem samozvané Luhanské lidové republiky. V letech 2014 až 2017 působil jako ministr státní bezpečnosti LLR.

## Životopis

### Mládí a rodina
Leonid Ivanovič Pasečnik se narodil 15. března 1970 v Luhansku. Jeho otec, Ivan Sergejevič Pasečnik, pracoval 26 let v bezpečnostním orgánu OBChSS (Odbor proti zpronevěře socialistického majetku). V roce 1975 se Pašečníkova rodina přestěhovala do Magadanu na ruském dálném východě, kde Ivan Pašečnik pracoval ve zlatých dolech jako úředník.

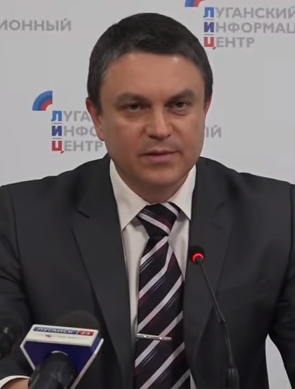
Pasečnik v roce 2016

### V bezpečnostních složkách
Pasečnik vystudoval Doněckou vojensko-politickou vysokou školu a od roku 1993 pracoval pro Službu bezpečnosti Ukrajiny (SBU) jako náčelník oddílu bojujícího proti pašeráckým operacím v Luhanské oblasti. 15. srpna 2006 se proslavil tím, že na hraničním přechodu Izvaryne zadržel velké množství kontrabandu (1,94 mil. dolarů a 7,24 mil. ruských rublů) a zároveň údajně odmítl úplatek. V březnu 2007 obdržel podplukovník SBU Pasečnik od ukrajinského prezidenta Viktora Juščenka medaili Za vojenskou službu Ukrajině, „za prokázání čestnosti a profesionality při výkonu služby“.
V prosinci 2013, těsně po začátku protestů v Kyjevě, po 25 letech služby v SBU odešel v hodnosti plukovníka. V roce 2014 se postavil na stranu proruských ozbrojenců a 9. října 2014 se stal ministrem státní bezpečnosti samozvaného státu Luhanská lidová republika (LLR).

### Vůdcem LLR
Dne 21. listopadu 2017 ozbrojenci v neoznačených uniformách zaujali pozice v centru Luhansku, což vypadalo jako boj o moc mezi hlavou republiky Igorem Plotnickým a (Plotnickým vyhozeným) ministrem vnitra jmenovaným LPR Igorem Kornetem. O tři dny později se na internetových stránkách separatistů objevila zpráva, že Plotnický odstoupil „ze zdravotních důvodů“. Na webu bylo uvedeno, že Pasečnik byl jmenován zastupujícím vůdcem „do příštích voleb“.
Ruská média informovala, že Plotnickij 23. listopadu 2017 uprchl z neuznané republiky do Ruska. 25. listopadu 38členná Lidová rada LPR jednomyslně schválila Plotnického rezignaci a přijala Pasečnika za dočasnou hlavu státu. Pasečnik se přihlásil k minským dohodám, a prohlásil: „Republika bude důsledně plnit závazky přijaté v rámci těchto dohod“. 11. listopadu 2018 se v Luhanské lidové republice konaly volby hlavy státu, v nichž Pašečnik získal 68,3 % hlasů a mandát obhájil.
6. prosince 2021 se Pašečnik stal členem ruské vládnoucí strany Jednotné Rusko. 6. prosince 2021 mu předseda Jednotného Ruska Dmitrij Medveděv osobně předal stranickou legitimaci během výročního sjezdu strany v Moskvě. 21. února 2022 podepsal Leonid Pašečnik jménem Luhanské lidové republiky smlouvu o přátelství, spolupráci a vzájemné pomoci s Ruskem. O dva dny později požádal spolu s vůdcem Doněcké lidové republiky Denisem Pušilinem Ruskou federaci o vojenskou pomoc kvůli údajné agresi ze strany Ukrajiny.
Dne 30. září 2022 se stal gubernátorem Luhanské oblasti, která byla formálně anektována Ruskem.

## Ocenění
- 2007 –⁠ Medaile Za vojenskou službu Ukrajině
- 2018 –⁠ Řád přátelství (Jižní Osetie)[15]